# بتاویا (ویسکانسین)
بتاویا (به انگلیسی: Batavia) یک منطقهٔ مسکونی در ایالات متحده آمریکا است که در Scott واقع شده‌است.